# Helen Mirren
Helen Mirren (nacida Ilyena Lydia Vasilievna Mironov; Londres, 26 de julio de 1945) es una actriz inglesa. Es una de las pocas actrices que han ganado los cuatro premios principales dentro del cine por una sola película (The Queen): el Óscar, el BAFTA, el Globo de Oro y el Premio del Sindicato de Actores. En dos oportunidades ha sido galardonada con el premio por interpretación femenina en el Festival Internacional de Cine de Cannes: en 1984 por la película Cal y en 1995 por La locura del rey Jorge.

## Biografía
Helen Mirren nació como Ilyena Lydia Vasilievna Mironov en 1945 en Londres. Es nieta de un coronel ruso destacado en la capital británica por el gobierno imperial en el momento que estalló la Revolución rusa. Debido a su relación con el zarismo, su familia debió exiliarse forzosamente. Su madre era hija de un carnicero; su abuelo había sido el carnicero de la Reina Victoria, de origen gitano.

### Inicios
Educada en la escuela de St Bernard en Essex, se interesó por la actuación desde niña. En 1965 debutó en Antonio y Cleopatra en el National Youth Theatre. A esta obra le seguirían Troilo y Crésida y Macbeth, donde interpretó a Lady Macbeth. En cine participó en una adaptación de El sueño de una noche de verano (1968), donde fue Hermia. En 1971, realizó una gira por el norte de África junto a Peter Brook, durante la que participó en una adaptación hecha por el director del poema persa El lenguaje de los pájaros.

### 1980-2000
En 1976, Mirren realizó el doble papel de Ofelia y Gertrudis en Hamlet y en 1979 protagonizó Calígula de Tinto Brass.
En los años siguientes, John Boorman la eligió para interpretar a Morgana en Excalibur (1981) y Peter Weir le ofreció el personaje de la mujer de Harrison Ford en La costa de los mosquitos (1986). En 1984, la actriz ganó por primera vez el premio del Festival de Cannes por Cal (dirigida por Pat O'Connor), en la que interpreta a Marcela, viuda de un hombre asesinado por el IRA que vive un romance con un miembro de esa organización. Trabajó posteriormente en El placer de los extraños (Paul Schrader, 1990) y, junto a Michael Gambon, protagonizó El cocinero, el ladrón, su mujer y su amante (Peter Greenaway, 1989), donde interpretó a Georgina, una mujer hastiada de su matrimonio que encuentra un amante. Sus siguientes películas fueron La isla de Pascualini (1987) y Cuando vuelven las ballenas (1989).
En la década siguiente, fue la detective Jane Tennison en la serie Prime Suspect. En cine trabajó en la adaptación de Edward Morgan Foster de Donde los ángeles no se aventuran (1991), en el papel de Lilia Herrinton, una mujer que muere en el parto de su hijo, que a su vez moriría por la intervención de los familiares para quedarse con la custodia.
Trabajó junto a Nigel Hawthorne en La locura del rey Jorge (1994), en el papel de la reina Charlotte, que cuida a su marido enfermo de porfiria a la vez que vigila las aspiraciones dinásticas de sus hijos. Por este trabajo, recibió su segunda Palma de Oro y su primera nominación al Óscar a la mejor actriz de reparto. Al año siguiente, trabajó en teatro con A Month in the Country, obra por la que fue nominada a un premio Tony.
En 1996, protagonizó En el nombre del hijo, en la que es Kathleen Quinlan, la madre de un preso del IRA que mantiene la huelga de hambre contra Margaret Thatcher, y que sobrelleva su situación refugiándose en su amiga Annie (Fionnula Flanagan) quien, al contrario que ella, sí respeta la decisión de su hijo de no alimentarse por vía intravenosa. Le siguió En estado crítico, sátira de Sidney Lumet sobre el funcionamiento de la sanidad, El príncipe de Egipto (en la que prestó su voz a la reina) y Teaching Mrs. Tingle, donde compone a Eva Tingle, una profesora amargada por no haber salido de su pueblo y que humilla a sus alumnos hasta que estos la secuestran, momento en el que les obligará a mirarse en su propia imagen. 

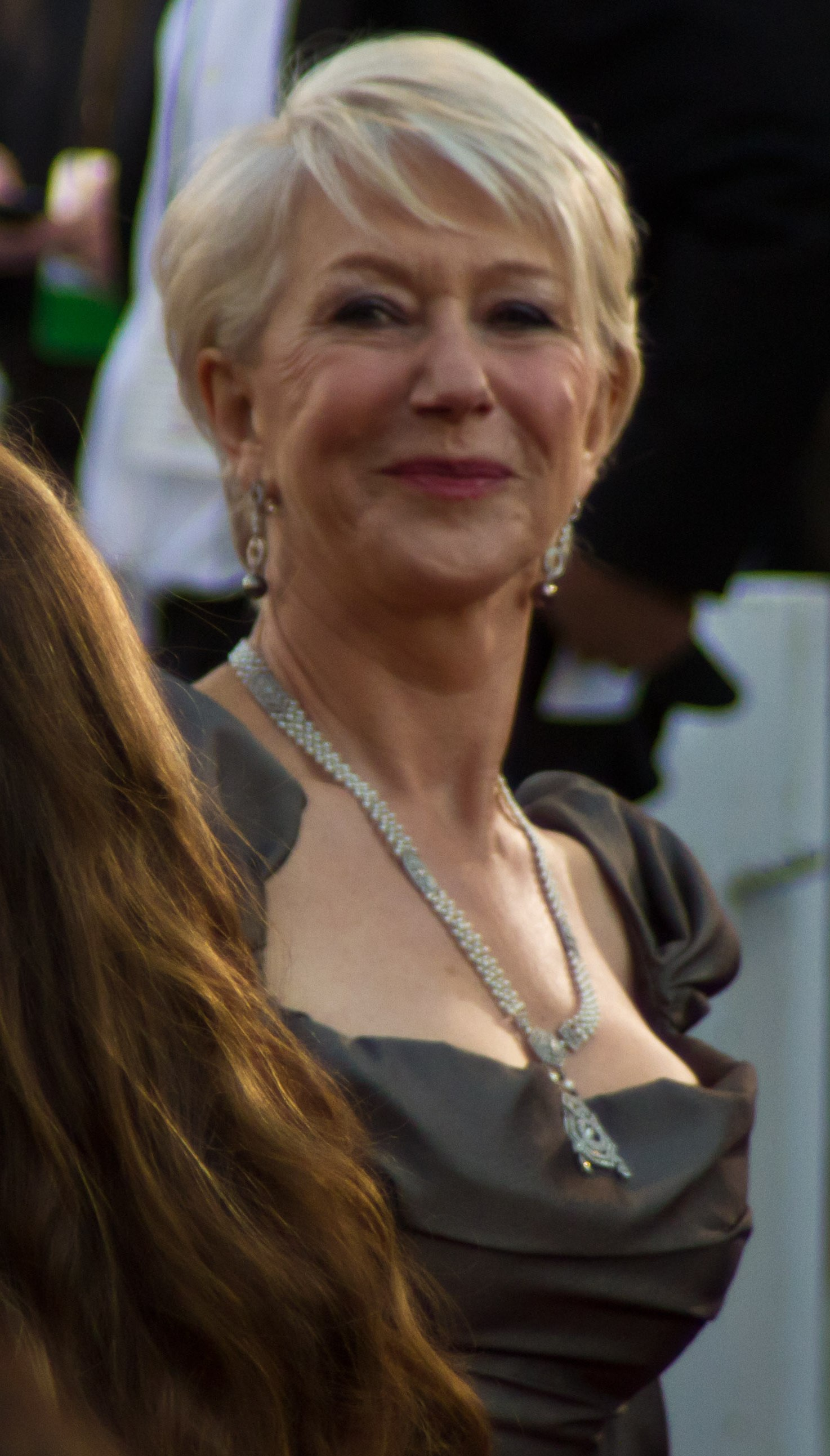
Mirren en 2011

### Desde 2000
En 2001, fue candidata al premio Laurence Olivier y trabajó en El juramento, de Sean Penn. Le siguieron Last Orders (Fred Schepisi, 2002) y Gosford Park, donde interpreta al ama de llaves de una mansión, la señora Wilson. Varias asociaciones de críticos y el Sindicato de Actores la reconocieron como la mejor actriz de reparto.
En 2003, trabajó en la adaptación televisiva de La primavera romana de la Sra. Stone y en la  película Las chicas del calendario, donde interpreta a Chris, una mujer de pueblo que anima a su amiga Annie (Julie Walters) a posar desnudas para un calendario destinado a recaudar fondos para una asociación benéfica. Fue nominada a un Globo de Oro. 
Al año siguiente, participó en La sombra de un secuestro, en el rol de Eilen Hayes, una mujer cuyo marido Wayne (Robert Redford) es secuestrado.
En 2005 rodó The Shadowboxer —donde encarna a una asesina a sueldo enferma de cáncer— y, en 2006, la miniserie Elizabeth I —que le valió el Premios Emmy— y la película La reina, donde interpreta a Isabel II en el momento en el que Lady Di muere en un accidente de tráfico. La película participó en el Festival de Venecia, donde Mirren obtuvo la Copa Volpi a la mejor actriz. También recibió el Golden Satellite, todos los premios de las asociaciones de críticos y dos candidaturas a los Globos de Oro, incluida la correspondiente a la Mejor actriz de drama. Ganó los dos, así como el Premio del Sindicato de Actores. Recibió además el Óscar a la mejor actriz.
En 2019, interpretó a Catalina la Grande en la miniserie Catherine the Great.
En 2021 interpretó a Hespera en la película Shazam! Fury of the Gods.

## Vida privada
En 1997, Mirren se casó con el director de cine estadounidense Taylor Hackford. No tiene hijos y ha dicho que no tiene instinto maternal.
En 2003 fue nombrada Dama Comendadora de la Orden del Imperio Británico.

## Trabajos

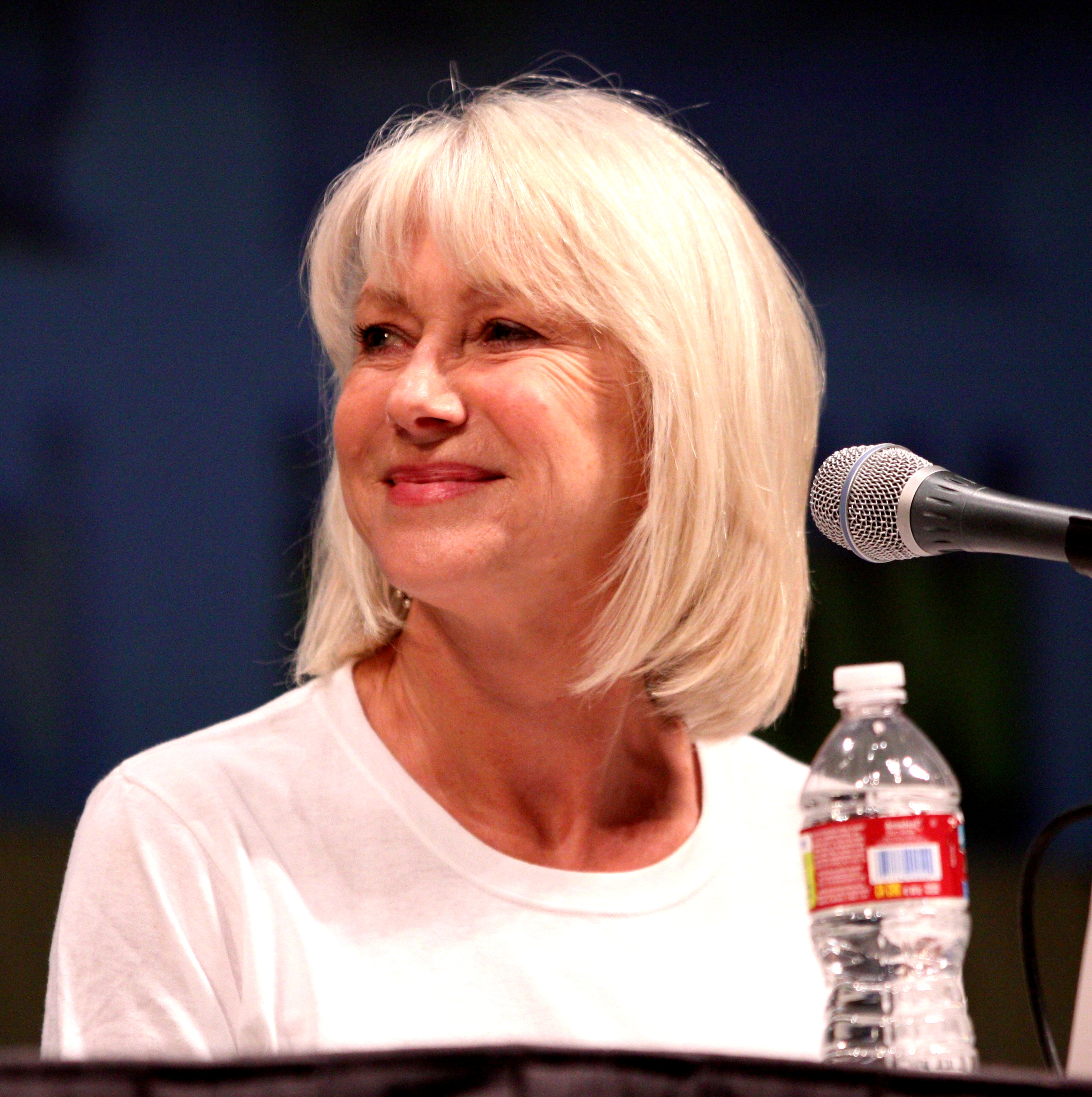
Helen Mirren en 2010

### Cine
| Año  | Película                                     | Personaje                         |
| ---- | -------------------------------------------- | --------------------------------- |
| 1967 | Herostratus                                  |                                   |
| 1968 | Sueño de una noche de verano                 | Hermia                            |
| 1969 | Red Hot Shot                                 |                                   |
| 1969 | Age of Consent                               | Cora Ryan                         |
| 1972 | Miss Julie                                   | Miss Julie                        |
| 1972 | Savage Messiah                               | Gosh Boyle                        |
| 1973 | O Lucky Man!                                 | Patricia                          |
| 1975 | Caesar and Claretta                          | Claretta Petacci                  |
| 1976 | Hamlet                                       | Ofelia/Gertrudis                  |
| 1979 | The Quiz Kid                                 | Joanne                            |
| 1979 | Calígula                                     | Cesonia                           |
| 1980 | Hussy                                        | Beaty                             |
| 1980 | The Fiendish Plot of Dr. Fu Manchu           | Alice Rage                        |
| 1980 | The Long Good Friday                         | Victoria                          |
| 1981 | Excalibur                                    | Morgana                           |
| 1984 | Cal                                          | Marcella                          |
| 1984 | 2010: The Year We Make Contact               | Tanya Kirbuk                      |
| 1984 | Faerie Tale Theatre: "The Little Mermaid"    | Princesa Amelia                   |
| 1985 | Heavenly Pursuits                            | Ruth Chancellor                   |
| 1985 | Coming Through                               | Frieda von Richtofen Weekley      |
| 1985 | White Nights                                 | Galina Ivanova                    |
| 1986 | La costa de los mosquitos                    | Mother Fox                        |
| 1988 | Pascali's Island                             | Lydia Neuman                      |
| 1989 | When the Whales Came                         | Clemmie Jenkins                   |
| 1989 | El cocinero, el ladrón, su mujer y su amante | Georgina Spica                    |
| 1990 | Bethune: The Making of a Hero                | Frances Penny Bethune             |
| 1990 | The Comfort of Strangers                     | Caroline                          |
| 1991 | Where Angels Fear to Tread                   | Lilia Herriton                    |
| 1993 | The Hawk                                     | Annie Marsh                       |
| 1993 | Royal Deceit                                 | Geruth                            |
| 1994 | La locura del rey Jorge                      | Charlotte de Mecklenburg-Strelitz |
| 1995 | The Snow Queen                               | Snow Queen (voz)                  |
| 1996 | Some Mother's Son                            | Kathleen Quigley                  |
| 1996 | Losing Chase                                 | Chase Phillips                    |
| 1997 | Critical Care                                | Stella                            |
| 1998 | Sidoglio Smithee                             |                                   |
| 1998 | The Prince of Egypt                          | La reina                          |
| 1999 | The Passion of Ayn Ran                       | Ayn Rand                          |
| 1999 | Teaching Mrs. Tingle                         | Eve Tingle                        |
| 2000 | Greenfingers                                 | Georgina Woodhouse                |
| 2001 | The Pledge                                   | Doctora                           |
| 2001 | No Such Thing                                | La jefa                           |
| 2001 | Happy Birthday                               | Mujer distinguida                 |
| 2001 | Last Orders                                  | Amy                               |
| 2001 | Gosford Park                                 | Señora Wilson                     |
| 2003 | The Roman Spring of Mrs. Stone               | Karen Stone                       |
| 2003 | Las chicas del calendario                    | Chris Harper                      |
| 2004 | The Hitchhiker's Guide to the Galaxy         | Deep Thought                      |
| 2004 | The Clearing                                 | Eileen Hayes                      |
| 2004 | Raising Helen                                | Dominique                         |
| 2005 | Shadowboxer                                  | Rose                              |
| 2006 | The Queen                                    | Isabel II del Reino Unido         |
| 2007 | National Treasure: Book of Secrets           | Emily Appleton                    |
| 2008 | Inkheart                                     | Elinor Loredan                    |
| 2009 | State of Play                                | Cameron Lynne                     |
| 2009 | La última estación                           | Sofya Tolstoy                     |
| 2010 | Love Ranch                                   | Grace Botempo                     |
| 2010 | Ga'Hoole: la leyenda de los guardianes       | Nyra (voz)                        |
| 2010 | The Debt                                     | Rachel Singer                     |
| 2010 | La tempestad                                 | Prospera                          |
| 2010 | Brighton Rock                                | Ida                               |
| 2010 | Red                                          | Victoria                          |
| 2011 | Arthur                                       | Hobson                            |
| 2012 | Hitchcock                                    | Alma Reville                      |
| 2013 | Monsters University                          | Abigail Hardscrabble              |
| 2013 | Red 2                                        | Victoria                          |
| 2014 | The Hundred-Foot Journey                     | Madame Mallory                    |
| 2015 | La dama de oro                               | Maria Altmann                     |
| 2015 | Eye in the Sky                               | Coronel Katherine Powell          |
| 2015 | Trumbo                                       | Hedda Hopper                      |
| 2016 | Collateral Beauty                            | Brigitte                          |
| 2017 | The Fate of the Furious                      | Magdalene Shaw                    |
| 2017 | The Leisure Seeker                           | Ella Spencer                      |
| 2018 | Winchester                                   | Sarah Winchester                  |
| 2018 | El Cascanueces y los cuatro reinos           | Mother Ginger                     |
| 2019 | Berlin, I Love You                           | Margaret                          |
| 2019 | Anna                                         | Olga                              |
| 2019 | Fast & Furious Presents: Hobbs & Shaw        | Magdalene Shaw[cita requerida]    |
| 2019 | The Good Liar                                | Betty McLeish                     |
| 2020 | The One and Only Ivan                        | Snickers (voz)                    |
| 2020 | The Duke                                     | Lilya Frances                     |
| 2021 | F9                                           | Magdalene "Queenie" Shaw          |
| 2023 | Shazam! Fury of the Gods                     | Hesperia                          |
| 2023 | Barbie                                       | Narradora                         |
| 2024 | White Bird                                   | Grandmère/Sara                    |

### Teatro
- Antonio y Cleopatra
- Troilo y Crésida
- Macbeth
- 1992: Woman in Mind. Tiffany Theatre (Los Ángeles)[25]
- 2013: The Audience. Teatro Gielgud (Londres)[26]
- 2015: The Audience. Gerald Schoenfeld Theatre (Nueva York).[27]

### Televisión
- Prime Suspect
- Elizabeth I
- Caesar and Claretta
- Glee
- Catherine the Great

## Premios

### Óscar
| Año  | Categoría               | Película                | Resultado |
| ---- | ----------------------- | ----------------------- | --------- |
| 1995 | Mejor actriz de reparto | La locura del rey Jorge | Nominada  |
| 2002 | Mejor actriz de reparto | Gosford Park            | Nominada  |
| 2007 | Mejor actriz            | The Queen               | Ganadora  |
| 2009 | Mejor actriz            | La última estación      | Nominada  |

### Globos de Oro
| Año  | Categoría                            | Película                             | Resultado |
| ---- | ------------------------------------ | ------------------------------------ | --------- |
| 1997 | Mejor actriz - Miniserie o telefilme | Losing Chase                         | Ganadora  |
| 2000 | Mejor actriz - Miniserie o telefilme | The Passion of Ayn Rand              | Nominada  |
| 2002 | Mejor actriz de reparto              | Gosford Park                         | Nominada  |
| 2003 | Mejor actriz - Miniserie o telefilme | Door to Door                         | Nominada  |
| 2004 | Mejor actriz - Miniserie o telefilme | La primavera romana de la Sra. Stone | Nominada  |
| 2004 | Mejor actriz - Comedia o musical     | Las chicas del calendario            | Nominada  |
| 2007 | Mejor actriz - Miniserie o telefilme | Prime Suspect: The Final Act         | Nominada  |
| 2007 | Mejor actriz - Miniserie o telefilme | Elizabeth I                          | Ganadora  |
| 2007 | Mejor actriz - Drama                 | The Queen                            | Ganadora  |
| 2010 | Mejor actriz - Drama                 | La última estación                   | Nominada  |
| 2013 | Mejor actriz - Drama                 | Hitchcock                            | Nominada  |
| 2014 | Mejor actriz - Miniserie o telefilme | Phil Spector                         | Nominada  |
| 2015 | Mejor actriz - Comedia o musical     | The Hundred-Foot Journey             | Nominada  |
| 2016 | Mejor actriz de reparto              | Trumbo                               | Nominada  |
| 2018 | Mejor actriz - Comedia o musical     | The Leisure Seeker                   | Nominada  |

### BAFTA
| Año  | Categoría                | Película                 | Resultado |
| ---- | ------------------------ | ------------------------ | --------- |
| 1985 | Mejor actriz             | Cal                      | Nominada  |
| 1996 | Mejor actriz de reparto  | La locura del rey Jorge  | Nominada  |
| 2002 | Mejor actriz de reparto  | Gosford Park             | Nominada  |
| 2006 | Mejor actriz             | The Queen                | Ganadora  |
| 2013 | Mejor Actriz             | Hitchcock                | Nominada  |
| 2014 | Academy Fellowship Award | Academy Fellowship Award | Ganadora  |

### Sindicato de Actores
| Año  | Categoría                             | Película                             | Resultado |
| ---- | ------------------------------------- | ------------------------------------ | --------- |
| 2000 | Mejor actriz en miniserie o telefilme | The passion of Ayn Rand              | Nominada  |
| 2002 | Mejor reparto                         | Gosford Park                         | Ganadora  |
| 2002 | Mejor actriz de reparto               | Gosford Park                         | Ganadora  |
| 2003 | Mejor actriz en miniserie o telefilme | Door to Door                         | Nominada  |
| 2004 | Mejor actriz en miniserie o telefilme | La primavera romana de la Sra. Stone | Nominada  |
| 2007 | Mejor actriz                          | The Queen                            | Ganadora  |
| 2007 | Mejor actriz en miniserie o telefilme | Elizabeth I                          | Ganadora  |
| 2010 | Mejor actriz                          | La última estación                   | Nominada  |
| 2012 | Mejor actriz                          | Hitchcock                            | Nominada  |
| 2013 | Mejor actriz en miniserie o telefilme | Phil Spector                         | Ganadora  |
| 2015 | Mejor actriz                          | Woman in Gold                        | Nominada  |
| 2015 | Mejor actriz de reparto               | Trumbo                               | Nominada  |

### Satellite
| Año  | Categoría            | Película  | Resultado |
| ---- | -------------------- | --------- | --------- |
| 2006 | Mejor actriz - drama | The Queen | Ganadora  |

### Festival Internacional de Cine de Cannes
| Año  | Categoría    | Película                | Resultado |
| ---- | ------------ | ----------------------- | --------- |
| 1984 | Mejor Actriz | Cal                     | Ganadora  |
| 1995 | Mejor Actriz | La locura del rey Jorge | Ganadora  |

### Festival Internacional de Cine de Venecia
| Año  | Categoría                    | Película  | Resultado |
| ---- | ---------------------------- | --------- | --------- |
| 2006 | Copa Volpi a la mejor actriz | The Queen | Ganadora  |

### Tony
| Año  | Categoría                                    | Montaje      | Resultado |
| ---- | -------------------------------------------- | ------------ | --------- |
| 2015 | Mejor actriz principal en una obra de teatro | The Audience | Ganadora  |

### Oso de Oro
| Año  | Categoría           | Resultado |
| ---- | ------------------- | --------- |
| 2019 | Oso de Oro de Honor | Ganadora  |